# Arpago
Arpago, o anche Arpage (in greco antico: Ἅρπαγος?, Hàrpagos; fl. VI-V secolo a.C.), è stato un militare e generale persiano originario della Media.

## Biografia

### Alla corte di Astiage
Madre di Ciro II fu Mandane, figlia di Astiage, il quale avrebbe poi tentato di uccidere Ciro stesso in quanto informato da una visione che suo nipote gli avrebbe usurpato il trono. Astiage affidò questo incarico al fidato Arpago, ma questi non volle incaricarsene e lo delegò con l'inganno al bovaro Mitradate, che, informato dell'identità del neonato, si rifiutò di ucciderlo, portandolo prima a casa propria e sostituendolo con il figlio morto partorito poco prima da sua moglie. Ciò fatto, Arpago mandò delle guardie affinché verificassero l'infanticidio fosse stato portato a termine, mentre Ciro fu allevato da Metradate. Dato che a causa di un gioco Ciro, nominato capo dei giovani del villaggio, si era messo in contrasto col figlio di Artembare, dignitario persiano, venne condotto di fronte al re Astiage, che però osservò delle somiglianze tra la propria fisionomia e quella del fanciullo. Astiage, comprendendo che l'omicidio di suo nipote non era stato compiuto per via del racconto di Metradate, convocò Arpago ma affermò che non avrebbe ucciso il ragazzo. Subito dopo, si fece mandare il figlio di Arpago, lo uccise e ne fece mangiare di nascosto le carni al padre durante un banchetto: solo mani, testa e piedi furono sepolti. Considerato che formalmente Ciro era già stato re, Astiage, mal consigliato dai Magi inviò Ciro dai suoi genitori naturali, immaginando non costituisse più per lui un potenziale pericolo: dato che la moglie del pastore si chiamava Kyno i genitori di Ciro sparsero la voce che loro figlio, abbandonato, fosse stato allevato da una cagna. Il fatto che l'Arpago al quale Astiage aveva offerto a un banchetto le carni del figlio fosse lo stesso che poi sarebbe divenuto un condottiero è sottolineato da Erodoto: Astiage entrò nella marina succedendo a Mazace.

### Conquista della Ionia
Arpago divenne uno dei generali di Ciro e suggerì lo stratagemma di opporre i cammelli alla cavalleria lidia. Erodoto riporta che, così facendo, venne annientato il corpo dell'esercito sul quale Creso faceva maggior affidamento, in quanto i cavalli, non sopportando né l'aspetto né l'odore dei cammelli, si volsero indietro. I cammelli non costituivano un vero e proprio corpo dell'esercito, ma più semplicemente servivano per il trasporto dei viveri. Lo scontro proseguì a piedi, con grandi perdite da ambo le parti, e si concluse con l'assedio da parte dei Persiani della città di Sardi. Successe a Mazace nella sottomissione delle poleis greche dell'Asia Minore ed usò contro di loro l'antico modo di attacco orientale dell'accatastamento di un tumulo addosso alle mura della città, il che fu una novità per i Greci.

#### Focea
In primo luogo attaccò Focea, chiedendo ai suoi abitanti la demolizione di un solo baluardo e la concessione di una sola casa in segno di sottomissione. I Focesi chiesero un giorno per decidere ed Arpago, capendo il loro piano, richiamò il suo esercito. Nel frattempo i Focesi lasciarono la città sulle navi con tutti i loro beni mobili, ed Arpago occupò la zona. Prima però che i Focesi lasciassero l'Egeo nel viaggio verso la Corsica, tornarono alla loro città e massacrarono la guarnigione persiana. Dopo di che fecero sacro giuramento che mai più avrebbero fatto ritorno in città affondando in mare una massa di ferro rovente: nonostante ciò, parte di loro sciolse il giuramento e tornò in patria. La restante parte dei Focesi, dopo una vittoria cadmea contro Cartaginesi ed Etruschi coalizzatisi contro di loro, navigarono alla volta di Reggio Calabria.

#### Teo
I Teiesi furono aggrediti subito dopo e anche loro, appena la rampa di Arpago fu sufficientemente elevata da superare la cinta muraria, abbandonarono la città. Le altre città ioniche furono sottomesse solo dopo feroci lotte, ma nessuno dei loro abitanti emigrò come avevano fatto i cittadini di Focea e Teo: rimasero infatti nelle loro case, sotto il dominio persiano.

#### La Caria e la Licia
Dopo la conquista delle città della terraferma, gli Ioni delle isole si offrirono a Ciro di loro spontanea volontà; gli Ioni e gli Eoli soggiogati contribuirono a ingrossare l'esercito di Arpago, che quindi combatté contro i Cari, i Carmei, i Lici e le città doriche sulla costa della Caria. Solamente Pedaso, la roccaforte dei Cari, si arrese senza alcuna resistenza. La colonia spartana di Cnido aveva iniziato i preparativi per la difesa ancora quando Arpago ancora impegnato in Ionia, scavando sull'istmo che univa la loro città alla terraferma, ma non avevano obbedito all'oracolo di Delfi, che aveva detto loro che, se fosse stata la volontà di Zeus, il loro istmo sarebbe stato un'isola naturalmente; si arresero pacificamente ad Arpago.
I Lici dimostrarono molto più coraggio. La popolazione di Xanthos ingaggiò battaglia con Arpago davanti alla città e, quando fu sconfitta per l'inferiorità numerica e fu respinta nella città, raccolse nella cittadella tutti i propri beni, le proprie mogli, i figli ed i servitori, a cui poi appiccarono il fuoco mentre essi, prorompendo fuori, combattevano e cadevano valorosamente.
Dopo la conquista dell'Asia Minore non si seppe più nulla di Arpago.
Diodoro Siculo racconta un aneddoto circa la risposta di Arpago ad un'ambascieria dei Greci asiatici a Ciro, che è sostanzialmente identica alla storia che Erodoto narra della risposta di Ciro alla stessa delegazione.